# Mazurek Dąbrowskiego
Mazurek Dąbrowskiego (tiếng Ba Lan: "mazurka của Dąbrowski") là quốc ca của Ba Lan.
Bài hát là một bản mazurka sống động với lời do Józef Wybicki sáng tác ở Reggio nell'Emilia, Cộng hòa Cisalpine (nay là Italia), vào khoảng ngày 16 tháng 7 năm 1797, hai năm sau phân chia Ba Lan lần thứ 3 xoá sổ khỏi bản đồ một đất nước từng có lãnh thổ rộng lớn.
Bài ca này ban đầu có mục đích thúc giục động viên tinh thần những người lính Ba Lan đang phục vụ cho tướng Jan Henryk Dąbrowski trong quân lê dương Ba Lan, một phần của Quân đội cách mạng Pháp do tướng Napoléon Bonaparte chỉ huy trong công cuộc xâm chiếm Ý. Bản mazurka, diễn tả ý tưởng rằng một đất nước Ba Lan dù thiếu sự độc lập chính trị nhưng không biến mất chừng nào người dân Ba Lan vẫn còn sống và chiến đấu nhân danh mình. Bài hát đã sớm trở nên một trong những bài ca ái quốc phổ biển nhất ở Ba Lan.

## Lời tiếng Ba Lan
Jeszcze Polska nie zginęła,
Kiedy my żyjemy.
Co nam obca przemoc wzięła,
Szablą odbierzemy.
Điệp khúc:
Marsz, marsz, Dąbrowski,
Z ziemi włoskiej do Polski,
Za twoim przewodem
Złączym się z narodem.
Przejdziem Wisłę, przejdziem Wartę,
Będziem Polakami,
Dał nam przykład Bonaparte,
Jak zwyciężać mamy.
Điệp khúc
Jak Czarniecki do Poznania
Po szwedzkim zaborze,
Dla ojczyzny ratowania
Wracał się przez morze.
Điệp khúc
Już tam ojciec do swej Basi
mówi zapłakany:
"Słuchaj jeno, pono nasi
biją w tarabany!"
Điệp khúc

## Lời Việt

### Lời 1
Ba Lan chưa mất đâu,
Chúng ta vẫn còn nơi đây.
Những nơi quân thù đã chiếm,
Chúng ta sẽ dành lại được.
Điệp khúc:
Tiến lên, tiến lên, Dąbrowski,
Từ đất Ý đến Ba Lan,
Dưới sự lãnh đạo của Người
Tổ quốc ta nhất định thống nhất.

### Lời 2
Từ Wisła đến Warta,
Chẳng làm khó được chúng ta.
Napoléon vĩ đại đã tiếp sức cho chúng ta,
Lòng dũng cảm nơi chiến tuyến.
Điệp khúc:

### Lời 3
Noi gương anh hùng Czarniecki
Đánh đuổi quân xâm lược Thụy Điển.
Chúng ta băng qua biển rộng,
Để cứu quê hương chúng ta.
Điệp khúc:

### Lời 4
Người cha mái đầu tóc bạc,
Tiễn con ra trận trong nước mắt.
"Nghĩa vụ thiêng liêng của các con,
Là đánh cho sạch bọn hung tàn".
Điệp khúc: